# Американці (телесеріал)
«Америка́нці» (англ. The Americans) — американський шпигунський телесеріал, сценарій до якого написав колишній співробітник ЦРУ Джо Вайсберг (англ. Joe Weisberg). Телеканал FX показав шість сезонів   
телесеріалу, які вийшли 30 січня 2013 — 30 травня 2018 року.
В основі сюжету телесеріалу «Американці» — заплутане та нерідко криваве протистояння радянських шпигунів, яких грають Кері Расселл і Меттью Різ, та агента ФБР у виконанні Ноа Еммеріха. Дія відбувається в часи холодної війни між СРСР та Заходом: офіцери радянської розвідки вдають сімейну пару, яка глибоко вкорінилася в Сполучених Штатах, де народилися їхні діти. Випадково сусідом шпигунів у передмісті Вашингтону стає спеціальний агент контррозвідувального підрозділу ФБР, який далеко не одразу розуміє, що в подружжя Дженнінгзів є й таємне життя.

## Список епізодів
| Сезони | Кількість епізодів | Перший показ | Перший показ |
| Сезони | Кількість епізодів | початок      | завершення   |
| ------ | ------------------ | ------------ | ------------ |
| 1      | 13                 | 30.01.2013   | 01.05.2013   |
| 2      | 13                 | 26.02.2014   | 21.05.2014   |
| 3      | 13                 | 28.01.2015   | 22.04.2015   |
| 4      | 13                 | 16.03.2016   | 08.06.2016   |
| 5      | 13                 | 07.03.2017   | 30.05.2017   |
| 6      | 10                 | 28.03.2018   | 30.05.2018   |

## У ролях

### Головні ролі
| Актор                             | Роль                                                        |
| --------------------------------- | ----------------------------------------------------------- |
| Кері Расселл (Keri Russell)       | Елізабет Дженнінгз (Elizabeth Jennings) Надєжда, офіцер КДБ |
| Метью Ріс (Matthew Rhys)          | Філіп Дженнінгз (Philip Jennings) Міша, офіцер КДБ          |
| Кедрік Селлаті (Keidrich Sellati) | Генрі Дженнінгз (Henry Jennings) син Елізабет і Філіпа      |
| Голлі Тейлор (Holly Taylor)       | Пейдж Дженнінгз (Paige Jennings) дочка Елізабет і Філіпа    |
| Ноа Еммеріх (Noah Emmerich)       | Стен Бімен (Stan Beeman) спеціальний агент ФБР              |

### Інші ролі
| Актор                               | Роль                                                                                   | Епізоди                  |
| ----------------------------------- | -------------------------------------------------------------------------------------- | ------------------------ |
| Коста Ронін (Costa Ronin)           | Олег Буров (Oleg Burov) працівник посольства з наукового співробітництва, син міністра | 61 епізод (2—6 сезони)   |
| Лев Ґорн (Lev Gorn)                 | Аркадій Зотов (Arkady Zotov) голова резидентури в посольстві                           | 51 епізод (1—6 сезони)   |
| Річард Томас (Richard Thomas)       | Френк Ґаад (Frank Gaad) спецагент ФБР, голова контррозвідувального підрозділу          | 48 епізодів (1—4 сезони) |
| Елісон Райт (Alison Wright)         | Марта Генсон (Martha Hanson) секретарка у ФБР                                          | 47 епізодів (1—5 сезони) |
| Брендон Дірден (Brandon J. Dirden)  | Денніс Адергольт (Dennis Aderholt) агент ФБР, напарник Бімена                          | 43 епізоди (3—6 сезони)  |
| Аннет Махендру (Annet Mahendru)     | Ніна Крилова (Nina Krilova) співробітниця посольства СРСР, коханка Бімена              | 42 епізоди (1—4 сезони)  |
| Сьюзен Міснер (Susan Misner)        | Сандра Бімен (Sandra Beeman) дружина агента Бімена                                     | 38 епізодів (1—4 сезони) |
| Марго Мартіндейл (Margo Martindale) | Клавдія (Claudia) куратор Дженнінгзів                                                  | 34 епізоди (1—6 сезони)  |
| Френк Ланджелла (Frank Langella)    | Гебріель (Gabriel) куратор Дженнінгзів                                                 | 31 епізод (3—5 сезони)   |
| Денні Флаерті (Danny Flaherty)      | Меттью Бімен (Matthew Beeman) син Стена і Сандри Бімен                                 | 23 епізоди (1—5 сезони)  |
| Келлі Окойн (Kelly AuCoin)          | Пастор Тім (Pastor Tim) священик церкви Пейдж Дженнінгз                                | 22 епізоди (2—6 сезони)  |
| Вера Черни (Vera Cherny)            | Татьяна Вяземцева (Tatiana Vyazemtseva) офіцер КДБ у посольстві                        | 19 епізодів (3—5 сезони) |
| Джулія Гарнер (Julia Garner)        | Кімберлі Бріленд (Kimberly Breland) дочка голови афганського угруповання ЦРУ           | 10 епізодів              |

## Цікаві факти
- У телесеріалі багато діалогів російською мовою з перекладом у субтитрах.

## Премії та номінації
- Найкраще телешоу року (номінація) (Американський інститут кіномистецтва)[2]